# Беззвучна заднонебна преградна съгласна
Беззвучната заднонебна преградна съгласна е вид съгласен звук, използван в почти всички говорими езици. В Международната фонетична азбука той се отбелязва със символа k. Това е звукът в българския, обозначаван с „к“.
Беззвучната заднонебна преградна съгласна се използва в езици като английски (kiss, [kʰɪs]), испански (casa, [ˈkäsä]), мандарин (高, [kɑʊ˥]), немски (Käfig, [ˈkʰɛːfɪç]), полски (buk, [ˈbuk]), руски (короткий, [kɐˈrotkʲɪj]), френски (cabinet, [kabinɛ]).